# Marananga
Marananga ist ein kleines Dorf im Barossa Valley, das zwischen Tanunda und Seppeltsfield in South Australia etwa 70 km von Adelaide entfernt liegt. 
Der Ort hieß früher Gnadenfrei und wurde von deutschen Immigranten lutherischen Glaubens in den Jahren von 1845 bis 1850 gegründet. Der Ort war mit Tanunda eng verbunden. 
Um das Dorf gibt es Weinkellnereien, ein Restaurant und ein Motel. Dominiert wird der Ort von der lutherischen Kirche St. Michael von 1880, die an der Seppeltfield Road liegt.
Umbenannt wurde der Ort zur Zeit des Ersten Weltkriegs im Jahr 1917.